# Ingela Mårtensson
Ingela Birgitta Mårtensson, född 18 augusti 1939 i Ströms församling i Jämtlands län, är en svensk utredningssekreterare och politiker (folkpartist).
Ingela Mårtensson, som är dotter till en veterinär, var i ungdomen flygvärdinna och senare universitetslärare i sociologi 1969–1977, varefter hon i huvudsak arbetade som utredningssekreterare i Göteborgs kommun. Hon var ledamot i Göteborgs kommunfullmäktige 1979–1982 och hade även ett antal andra kommunala uppdrag.
Mårtensson var riksdagsledamot för Göteborgs kommuns valkrets 1985–1994. I riksdagen var hon bland annat suppleant i konstitutionsutskottet 1985–1994 och i finansutskottet 1988–1991. Hon var starkt engagerad i bland annat kulturfrågor, internationella frågor och invandrarpolitik.
I EU-valet 1995 kandiderade hon för den tvärpolitiska listan Fria EU-kritiker. Hon har senare varit ordförande för Folkrörelsen Nej till EU.
Mårtensson är en av nyckelpersonerna i organisationen Kvinnor för fred.